# Wilgo Bilkerdijk
Wilgo Bilkerdijk is een Surinaams ondernemer en bestuurder. Sinds 2013 is hij voorzitter van onder meer de Associatie van Surinaamse fabrikanten. Sinds 2020 is hij lid van de Staatsraad, het hoogste adviesorgaan van de Surinaamse president.

## Biografie
Bilkerdijk is als ondernemer eigenaar van Billy’s Automotive Group Inc. N.V. en was rond 2008 voorzitter van de Associatie van Surinaamse Autobedrijven. Sinds de afstoting naar de particuliere sector in 2008 is Bilkerdijk nauw betrokken bij het keuringsproces van motorrijtuigen. In 2014 was hij betrokken bij de organisatie van de autoloze dag om bewustzijn te kweken voor klimaatverandering.
Hij was ondervoorzitter en is sinds maart 2013 voorzitter van de Associatie van Surinaamse fabrikanten (Asfa). Hij werd door president Bouterse ook beëdigd als lid van het Tripartiet Overleg tussen de werkgevers, werknemers en de overheid. In 2016 werd hij herkozen als voorzitter van de Asfa voor de periode van drie jaar en in 2019 werd zijn functie opnieuw geprolongeerd. Uit hoofde van zijn functie bij de Asfa is hij nauw betrokken bij het Suriname Business Forum (SBF), rond 2013 als voorzitter en sinds 2019 als secretaris. Daarnaast was hij rond 2015 waarnemend directeur van het Surinaams Standaardenbureau (SSB) en diende hij als beleidsadviseur van de ministers Sieglien Burleson (2015-2017) en Ferdinand Welzijn (2017-2018) op het ministerie van Handel, Industrie en Toerisme.
Na het aantreden van het kabinet-Santokhi in 2020, werd Bilkerdijk medio september van dat jaar benoemd tot lid van de Staatsraad, het hoogste adviesorgaan van de Surinaamse president.